# سیارک ۱۸۰

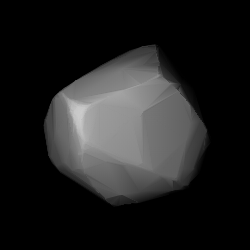
مدل سه‌بُعدی سیارک ۱۸۰ بر اساس منحنی نور آن

سیارک ۱۸۰ (به انگلیسی: 180 Garumna) صد و هشتادمین سیارک کشف شده‌است که در ۲۹ ژانویه ۱۸۷۸ کشف شد.
قدر مطلق سیارک برابر ۱۰٫۳۱ است.